# Dampfiella foliata
Dampfiella foliata är en kvalsterart som beskrevs av Sandór Mahunka 1974. Dampfiella foliata ingår i släktet Dampfiella och familjen Dampfiellidae. Inga underarter finns listade i Catalogue of Life.